# Chamada perdida

Um ícone de chamada perdida

Uma chamada perdida ou uma chamada não atendida é uma chamada telefônica que é deliberadamente finalizada pela pessoa que a iniciou antes que a mesma pudesse ser atendida por seu destinatário, comunicar uma mensagem pré-acordada entre as partes. É uma forma de mensagem de único bit.
Chamadas perdidas são comuns em mercados emergentes onde usuários de telefones móveis possuem pouco ou nenhum crédito para manter chamadas de voz. O uso desse recurso apoia-se no fato de que uma chamada não atendida não traz custos para quem a inicia ou para quem a recebe. Padrões específicos de consecutivas chamadas não atendidas têm sido desenvolvidos em alguns países, para indicar mensagens específicas. Esse tipo de chamada não atendida ganhou apelidos em várias partes do mundo, como beeping em regiões da África, memancing (pesca) na Indonésia, flashing na Nigéria, flashcall no Paquistão, e miskol nas Filipinas.
As chamadas perdidas são especialmente predominantes na Índia. Lá, ganharam ampla adoção como método de comunicação de massa, que tem sido aproveitado como uma forma de comunicação de marketing, em que os usuários podem iniciar uma ligação e em seguida desligar a chamada repetidas vezes como forma de optar por um tipo de conteúdo que desejam receber e, com isso, receber uma ligação ou mensagem de texto que contém publicidade ou conteúdo relacionado com a opção escolhida. Outras formas de serviços também têm sido construídas em torno do uso de chamadas não atendidas, especialmente para tirar vantagem do fato de que os celulares ainda são relativamente comuns na Índia em oposição aos smartphones.

## Uso e impacto
Telefones móveis pré-pagos são populares em mercados emergentes, devido ao seu baixo custo em comparação aos pós-pago contratos. Planos pré-pagos têm um número limitado de minutos alocado para chamadas de saída; como uma chamada não atendida não é descontada do plano de minutos, elas podem ser usados para transmitir comunicações sem consumir créditos do usuário. Chamadas não atendidas ajudam também a superar a barreira linguística, uma vez que não necessitam transmitir voz ou texto. Keyoor Purani, professor de gestão de marketing do Instituto Indiano de Administração Kozhikode observa que as chamadas não atendidas são um "mecanismo de comunicação econômico e de grande alcance".
Em países onde essas chamadas se popularizaram, algumas operadoras de rede sem fios passaram a demonstrar preocupações, já que a prática usa suas redes de uma forma que não é possível derivar receitas provenientes. Em agosto de 2005, uma operadora Queniana estimou que quatro milhões de chamadas não atendidas foram feitas em sua rede diariamente. Em 2006, estimativas de mercado indicaram que 20% a 25% de chamadas de celular na Índia foram chamadas desse tipo. Em 2007, a Associação de Operadores de Celular da Índia anunciou que iria realizar um estudo sobre os efeitos de chamadas não atendidas em suas redes móveis.
"Miskol", um empréstimo linguístico em Tagalo para "perder uma chamada" (corruptela do inglês "miss call"), foi declarada a "palavra do ano" em uma convenção sobre linguística realizada pela Universidade Diliman das Filipinas em 2007.

## Casos de uso

### Uso social
A informação comunicada através de uma chamada não atendida é pré-acordado e contextual em sua natureza. Elas normalmente são utilizadas para sinalizar o estado de quem a inicia (o "remetente"), tais como a indicação de sua chegada a um destino específico, ou para um negócio informar ao cliente que a sua encomenda está pronta para coleta. Em alguns países, padrões foram estabelecidos para indicar mensagens específicas: em Bangladesh, por exemplo, duas chamadas não atendidas em uma linha é considerado uma indicação de que alguém está atrasado, e na Síria, cinco chamadas não atendidas em uma linha é considerada um sinal de que o remetente deseja bater papo on-line. Casais jovens também usam este mecanismo para sinalizar que a linha está livre, ou como forma de manter a linha ocupada intencionalmente. Na África, existem normas estabelecidas para a forma como as chamadas não atendidas são utilizadas, tais como para indicar quem deve ligar de volta com uma chamada de voz (e, portanto, assumir a responsabilidade de pagar pela comunicação).
Aplicativos de mensagem de único bit, como o Yo (que só é capaz de enviar a palavra "Yo" para outros contatos) foram comparados para a prática social de chamadas não atendidas.

### Marketing e serviços
Chamadas perdidas têm sido adotadas como um método de obter permissão e consentimento do usuário (marketing de permissão) para adicioná-lo às listas de uma campanha de marketing, tática conhecida como chamada perdida de marketing. Estas campanhas tiram proveito de como operadoras de telefonia celular costumam oferecer recebimento ilimitado de chamadas e mensagens de texto. Estes anúncios contêm uma instrução instruindo o cliente a realizar uma chamada para um número específico, que deve ser desligada antes de ser atendida. O número as vezes é configurado para automaticamente desligar quando discado, dispensando que o usuário o faça. O número, em seguida, realiza ligações ou envia mensagens de textos de volta ao número que discou, estas conteúdo complementar, tais como informações sobre produtos, ofertas, ou  mensagens patrocinadas de celebridades. Os anunciantes podem manter os números de telefone das chamadas para construir um banco de dados de clientes, que podem ser usados para futuras campanhas de engajamento e análise.

### Como ativismo
Durante o movimento anticorrupção Indiano em 2011, os cidadãos poderiam comprometer-se a apoiar a campanha de Anna Hazare's através de chamadas para um número. O número recebeu 4,5 milhões de chamadas, o que é significativamente superior ao número de likes no Facebook e retweets no Twitter que os posts da campanha receberam on-line.
Em janeiro de 2013, um protesto foi organizado contra os altos custos de internet móvel em Bangladesh, em que manifestantes simultaneamente trocaram milhões de chamadas não atendidas num esforço para sobrecarregar as redes das operadoras de celular.
Em 2014, o Partido Aam Aadmi, na Índia, usou de chamadas não atendidas para uma campanha de recrutamento. Em menos de um mês, a linha foi utilizada para recrutar 700.000 novos membros.

### Spam
Chamadas não atendidas também têm sido utilizadas para fins fraudulentos em um golpe conhecido como "Wangiri" ou "um anel e corte" (em japonês:  ワン切り). Um scammer deixa uma chamada não atendida usando um número internacional premium (que cobra taxas de quem inicia uma ligação) como forma de induzir o destinatário a chamar de volta e, assim, ser cobrado.